# Montaña de hierba

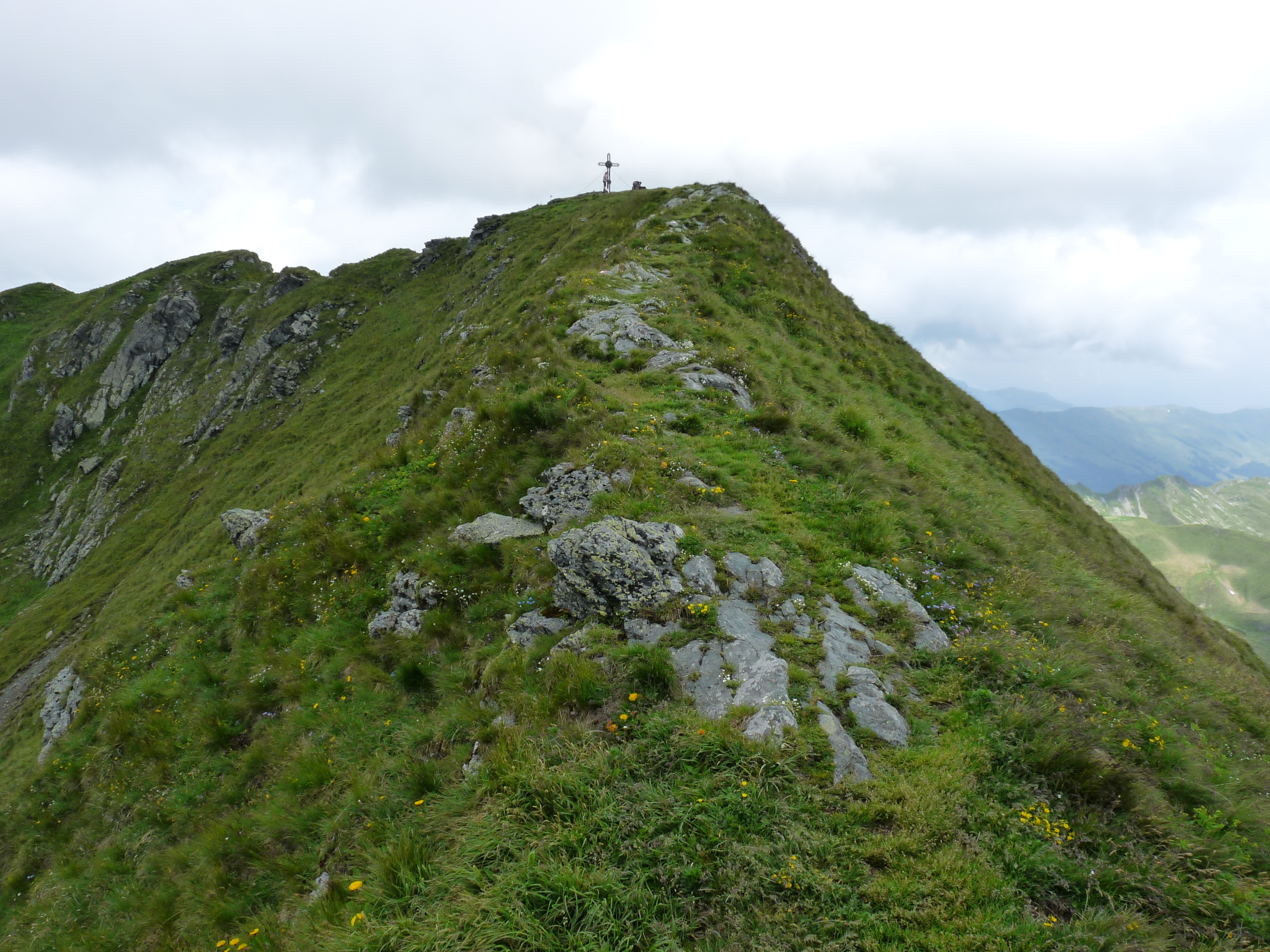
La cima del Geißstein, una montaña de hierba en los Alpes de Kitzbühel.

Una montaña de hierba (en alemán: Grasberg) en topografía es una montaña cubierta de vegetación baja, típicamente alpina y a menudo de laderas empinadas. La naturaleza de dicha cubierta, que a menudo crece particularmente bien sobre rocas sedimentarias, refleja sus condiciones locales.

## Distribución
Las siguientes cadenas montañosas de los Alpes orientales en Europa a menudo se denominan montañas de hierba (Grasberge):
- los Alpes de Allgäu en Baviera, Alemania y Tirol en Austria,[2]
- los Alpes de Kitzbühel en los estados austriacos de Salzburgo y Tirol,[3] y
- las montañas Dienten en Salzburgo.

Otras áreas donde se encuentran montañas de hierba incluyen: las gargantas del Himalaya, Escocia, los montes Tatras de Polonia, y Lofoten.

## Ejemplos individuales

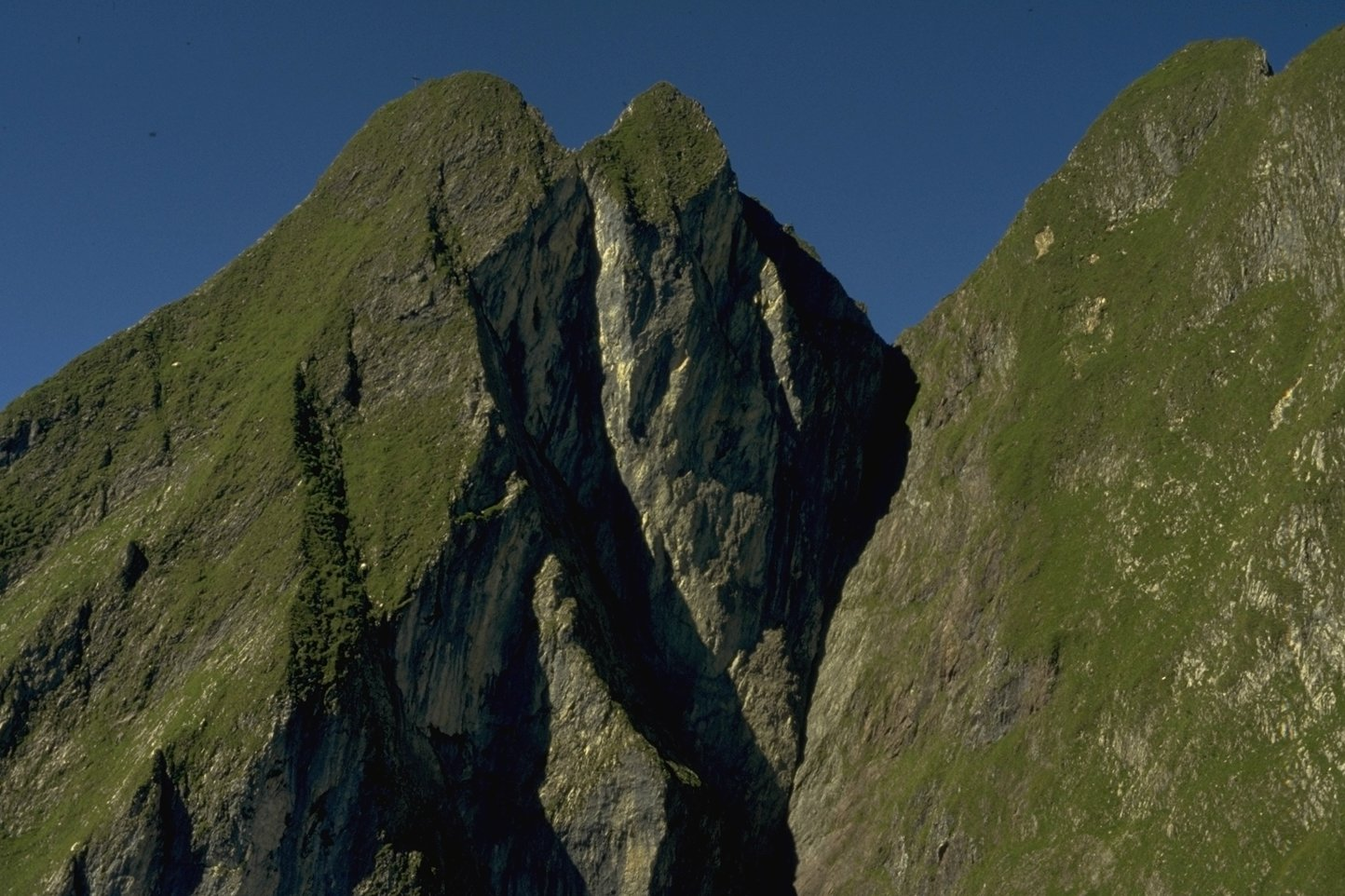
La cara norte de los Höfats

- Geißstein (2366 m), Alpes de Kitzbühel.
- Höfats (2259 m), Alpes de Allgäu[7]
- Schneck (2268 m), Alpes de Allgäu[8]
- Latschur (2236 m), Alpes de Gailtal[9]

## Técnicas de ascenso
Superar las empinadas laderas cubiertas de hierba de las montañas requiere un tipo especial de escalada conocida como escalada de hierba (Grasklettern).